# 伊勢功一
伊勢 功一（いせ こういち、1941年〈昭和16年〉-2022年〈令和4年〉4月21日 - ）は、日本の歌手。兵庫県神戸市出身。

## 来歴
- 私立滝川高校（神戸市）卒業。　関西大学中退。在学中はグリークラブに在籍[1]。
- のち、ポピュラー音楽に目覚め上京。
- 1968年、ポリドールよりデビューする。“中川浩夫とアンジェラス”のメインボーカルとして7曲のシングル発売[1]
- その後、ソロに転向、キングレコードより「愛ある限り」アルバム「ライヴインアローベラミ」でデビュー
- 1972年、京都のクラブ「ベラミ」[2][3]の社長の目にとまり大阪の「アロー・ベラミ」専属のクラブ歌手となる[1]。ゆえに謳い文句は「クラブが生んだクラブのスター」
- 1973年　ヤマハポプコン「さすらいの美学」でグランプリ、世界歌謡祭歌唱賞受賞[1]
- 1974年　ポーランド音楽祭　日本代表「別れが来ても」で外国人特別賞受賞
- 1974年～1976年　NHK総合TV　土曜ひる席　レギュラー出演[1]
- ディナーショーを年に数回開催している。
- 2022年4月死去。[1]

## シングル
- 夜露にぬれて（作詞：原成一 作曲：いしいゆきお）
- 今夜の雨は女の涙（作詞：かぜ耕士 作曲：岡賢一）
- ひとり旅（作詞：結束信二 作曲：小川寛興）※NET系『素浪人 天下太平』主題歌
- いつかさよなら
- さすらいの美学（作詞・作曲：松田篝 編曲：福井峻）※伊勢功一卍名義、1973年、ヤマハポピュラーソングコンテストグランプリ受賞曲
- サザンクロス（作詞：藤公之介 作曲：ジョルジュ・滝）
- 泣くな！テンポイント～涙で蹄を濡らすな～
- あしたに生きろバルディオス（作詞：保富康午 作曲：羽田健太郎）※東京12チャンネル系アニメ『宇宙戦士バルディオス』主題歌
- 雨の北野坂
- 闇に咲く花
- 引き潮（作詞：山口洋子 作曲：東海林修）
- 愛ある限り
- 一人の部屋
- 星になった少年

## アルバム
- ライブ・イン・アロー・ベラミ（1973年）
- ラブ・サウンズ・イン・アロー
- 夜霧にぬれて
- 愛ある限り
- あなたに歌う愛の歌